# Hladké Životice
Hladké Životice é uma comuna checa localizada na região de Morávia-Silésia, distrito de Nový Jičín‎.